# 阿日库尔 (索姆省)
阿日库尔（法語：Hargicourt，發音：[aʁʒikuʁ]）是法国上法兰西大区索姆省蒙迪迪耶区曾经的一个旧市镇，位于该省中部偏东南。2019年1月1日，阿日库尔与邻近的两个市镇合并为新市镇三河镇，并成为了三河镇的委派市镇。

## 地理
阿日库尔（49°42'38"N, 2°31'51"E）面积5.19 平方千米，位于法国上法蘭西大區索姆省，该省份为法国北部沿海省份，北起加来海峡省和北部省，西接滨海塞纳省和大西洋英吉利海峡，南至瓦兹省，东临埃纳省。
与阿日库尔接壤的市镇（或旧市镇、城区）包括：欧布维莱尔、布扬库尔拉巴塔耶、布拉什、孔图瓦尔、马尔帕尔、拉讷维尔西尔贝尔纳、阿夫尔河畔皮埃尔蓬。
阿日库尔的时区为UTC+01:00、UTC+02:00（夏令时）。

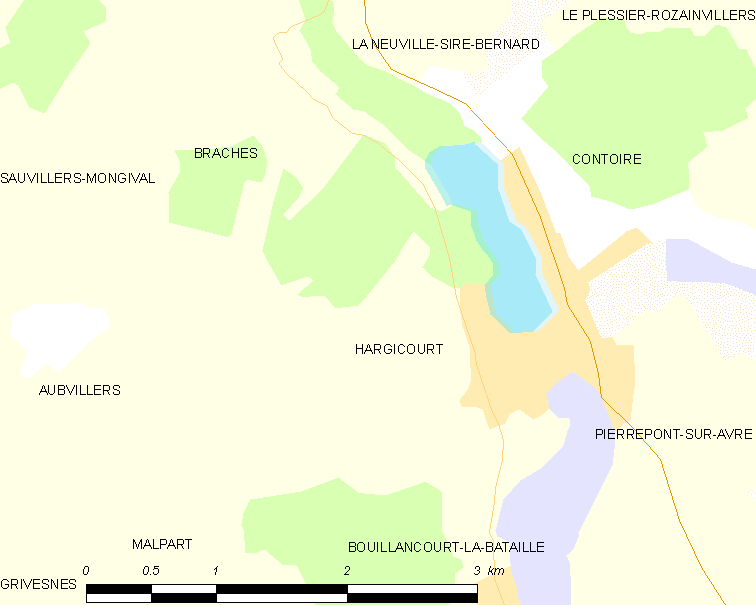
阿日库尔的OSM定位图

## 行政
阿日库尔的邮政编码为80500，INSEE市镇编码为80419。

## 政治
阿日库尔所属的省级选区为鲁瓦县。

## 人口

1962-2008年间阿日库尔人口变化图示

阿日库尔于2018年1月1日时的人口数量为405人。